# Myrmothera campanisona
Myrmothera campanisona (popularmente conhecido por pita-formigueira-toca-sino, torom-patinho (Myrmothera campanisona) ou tovaca-patinho) é uma espécie de ave da família Formicariidae.
Pode ser encontrada nos seguintes países: Bolívia, Brasil, Colômbia, Equador, Guiana Francesa, Guiana, Peru, Suriname e Venezuela.

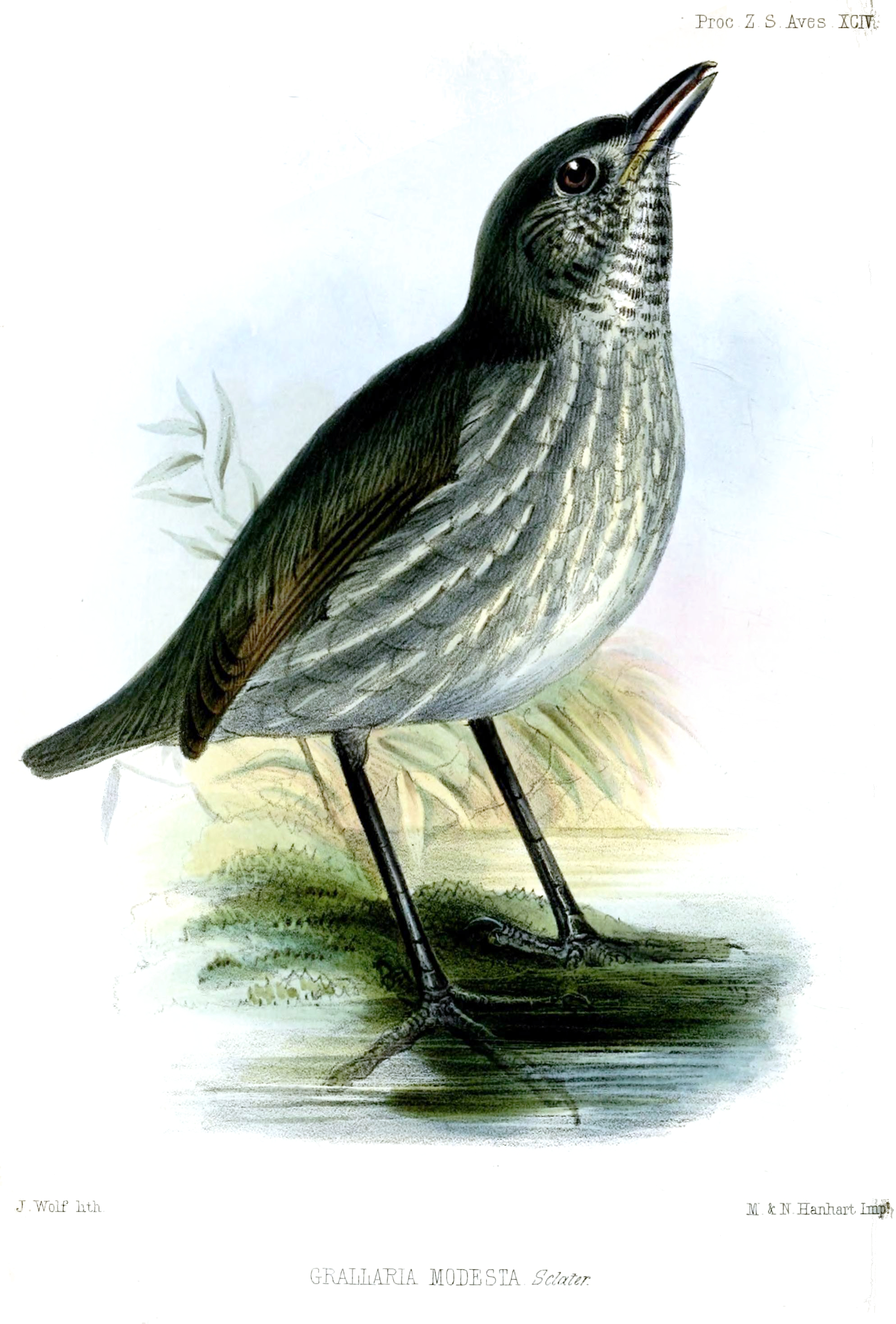
Myrmothera campanisona modesta

Os seus habitats naturais são: florestas subtropicais ou tropicais húmidas de baixa altitude.